# Vuhan
Vuhan (egyszerűsített kínai: 武汉; hagyományos kínai: 武漢; pinjin: Wǔhàn) Közép-Kína legnépesebb városa, prefektúra szintű város, Hupej (Hubei) tartomány székhelye. A Jianghan-fennsíktól keletre fekszik, a Jangce és a Han (Han) folyók találkozásánál.
Három város, Vucsang (Wuchang), Hankou (Hankou) és Hanjang (Hanyang) összeolvadásával jött létre. Az 1920-as években (a Kuomintang (Guomindang) idején) Csang Kaj-sek főhadiszállása volt. Ma a város elismert politikai, gazdasági, kulturális, oktatási és közlekedési központ, továbbá itt épül Kína legnagyobb föld alatti városa.

## Földrajz
Vuhan (Wuhan) földrajzi elhelyezkedése: é. sz. 30° 40′ 00″, k. h. 114° 20′ 00″30.666667°N 114.333333°E. A Jianghan-fennsíktól keletre fekszik, a Jangce és a Han (Han) folyók találkozásánál. A város teljes területe 8494,41 km² (kb. akkora, mint Bács-Kiskun vármegye), melynek nagy részét tavak és dombok teszik ki.
Vuhan (Wuhan) három nagy városrészre osztható: Vucsang (Wuchang) (武昌), Hanjang (Hanyang) (汉阳) és Hankou (Hankou) (汉口). A városrészek egykor különálló városok voltak, 1927-ben olvasztották egybe őket. Folyók határolják a negyedeket, ezért számos híd található a városban, többek között az Első híd, amely Kína legmodernebb hídjainak egyike.
A város klímája csapadékos szubtrópusi, ezért a négy évszak egymástól nagyon jól elkülönül. A nyár meleg és esős (emiatt a páratartalom rendkívül magas (~80%) és a harmatpont sokszor 26 °C illetve afeletti), az ősz és a tavasz kellemesen meleg, de szintén csapadékos, míg a tél zord, nem ritka a hó sem. Az éves középhőmérséklet 13 és 21 °C között mozog. Az eddig mért leghidegebb -18,1 °C, a legmelegebb pedig 42 °C volt. Évente több mint 1200 mm csapadék hullik, ebből közel 250 mm csak júniusban.

## Népessége
Népességének változása (elővárosok nélkül):

| 2019 | 11 212 000 |
| 2020 | 12 326 518 |

## Történelem
Vuhan térsége először Kr. e. 3000 évvel népesült be. A Han-dinasztia idején Hanjang (Hanyang) élénk kereskedővárossá fejlődött. A 3. században a közelben vívták a kínai történelem egyik legfontosabb csatáját, a Három királyság korát megelőző Vörös szikla csatát, amely hozzájárult a Han-birodalom széteséséhez.
Körülbelül ebben az időben épületek a városfalak, amelyek Hanjang (Hanyang) (206) és Vucsang (Wuchang) (223) védelmét szolgálták. A város alapítását a Vucsang (Wuchang) körüli fal befejezésétől számítják. Szintén 223-ban épült meg A Sárga Daru tornya (黄鹤楼) a Jangce folyó partján. Csuj Hao, a Tang-dinasztia ünnepelt költője a 8. században látogatta meg a tornyot és írt róla verset, amely Dél-Kína egyik legnevezetesebb látványosságává tette A Sárga Daru tornyát.

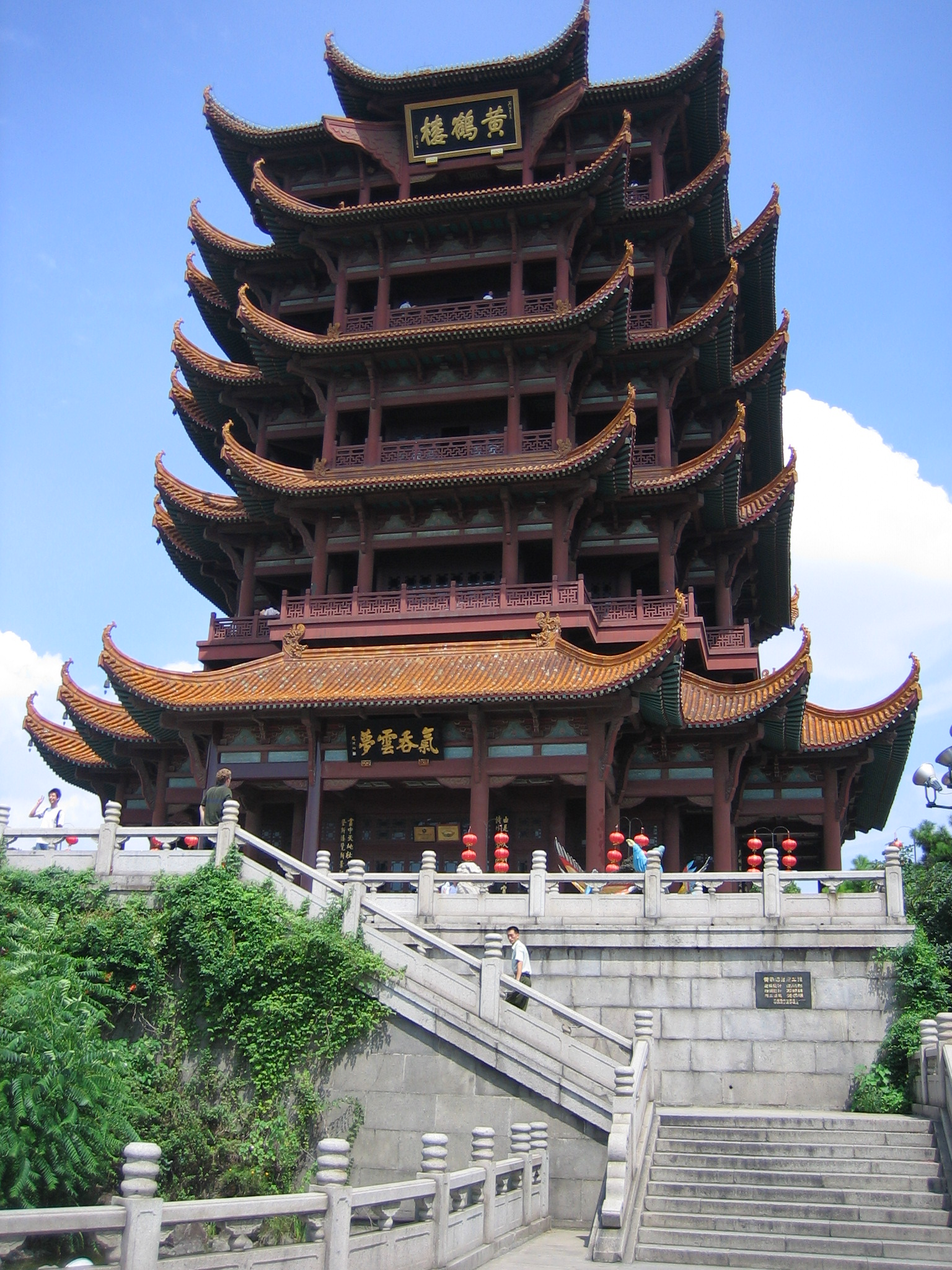
A Sárga Daru tornya

A város később a tudományok és művészetek egyik központjaként szerzett hírnevet. A Jüan-dinasztia alatt Vucsang (Wuchang) lett a tartományi főváros és a 18. század elejére Hankou (Hankou) egyike lett Kína négy legfontosabb kereskedelmi kikötőjének.
A 19. század végén épültek meg az észak-déli irányú vasútvonalak, amelyek tovább erősítették a város szerepét, hiszen most már a vízi és vasúti forgalom egyik átrakodó állomása lett. Szintén ebben az időben történt, hogy az európai nagyhatalmak kikényszerítették Hankou (Hankou) kikötőjének megnyitását, így a vízparton az európai kereskedők által felügyelt és irányított koncessziós negyedek épültek ki.
1911-ben Szun Jat-szen követői itt robbantották ki a vucsangi felkelés (wuchangi felkelés)t, amely végül elvezetett a Csing-dinasztia bukásához és a Kínai Köztársaság kikiáltásához, amelynek első elnöke maga Szun Jat-szen lett. Az 1920-as években a város a Kuomintang (Guomindang) belső ellenzékének, a Vang Csing-vej (Wang Jingwei) által vezetett ellenzéki kormánynak volt a fővárosa.
1938-ban itt vívták a második kínai–japán háború egyik legnagyobb összecsapását, a vuhani csatát (Wuhani csatát): Nanking eleste után a Kuomintang (Guomindang) kormány ide helyezte át székhelyét, de Vuhan (Wuhan) elfoglalása után sem omlott össze a kínai ellenállás. Miután a Japán Császári Hadsereg bevonult a városba, a dél-kínai hadműveletek támogatására jelentős logisztikai központot építettek ki. 1944-ben a város nagy részét lerombolták az amerikai légierő gyújtóbombás támadásai.
1967-ben a kulturális forradalom idején került sor a vuhani incidens (wuhani incidens)re, amelyben a helyi munkások, állami és pártalkalmazottak, illetve a Kínai Népi Felszabadító Hadsereg alakulatai csaptak össze a munkásokból és diákokból álló vörösgárdista csapatokkal a város feletti ellenőrzésért.
A várost történelme során többször is sújtotta árvíz, részben ezek megfékezésére, részben pedig Kína egyre növekvő energiaigényének fedezésére építik a Jangce folyón a Három-szurdok-gátat, amely elkészülése után a világ legnagyobb vízerőműve lesz.
2019-ben egy új – korábban emberben nem azonosított – koronavírus-törzs jelent meg, amely végül világjárványnak lett nyilvánítva a terjedése miatt. 2020 januárjában a várost a kitört járvány miatt a külvilágtól elzárták. Becslések szerint ötmillió ember hagyta el a várost, mielőtt a lezárás megkezdődött.

## Közigazgatás
A város 13 nagyobb kerületre osztható. Ezek a kerületek: (qu = kerület)
| Térkép                    | Név                       | Kínai írás                | Pinjin    | Lakosság (2010) | Terület (km²) | Népsűrűség (fő/km²) |
| ------------------------- | ------------------------- | ------------------------- | --------- | --------------- | ------------- | ------------------- |
|                           |                           |                           |           |                 |               |                     |
| Központi kerületek        | Központi kerületek        | Központi kerületek        | 6,434,373 | 888.42          | 7,242         |                     |
| ■ Jiang'an                | 江岸区                    | Jiāng'àn Qū               | 895,635   | 64.24           | 13,942        |                     |
| ■ Jianghan                | 江汉区                    | Jiānghàn Qū               | 683,492   | 33.43           | 20,445        |                     |
| ■ Qiaokou                 | 硚口区                    | Qiáokǒu Qū                | 828,644   | 46.39           | 17,863        |                     |
| ■ Hanyang                 | 汉阳区                    | Hànyáng Qū                | 792,183   | 108.34          | 7,312         |                     |
| ■ Wuchang                 | 武昌区                    | Wǔchāng Qū                | 1,199,127 | 87.42           | 13,717        |                     |
| ■ Qingshan                | 青山区                    | Qīngshān Qū               | 485,375   | 68.40           | 7,096         |                     |
| ■ Hongshan                | 洪山区                    | Hóngshān Qū               | 1,549,917 | 480.20          | 3,228         |                     |
| Elővárosi kerületek       | Elővárosi kerületek       | Elővárosi kerületek       | 3,346,271 | 7,605.99        | 440           |                     |
| ■ Dongxihu                | 东西湖区                  | Dōngxīhú Qū               | 451,880   | 439.19          | 1,029         |                     |
| ■ Hannan                  | 汉南区                    | Hànnán Qū                 | 114,970   | 287.70          | 400           |                     |
| ■ Caidian                 | 蔡甸区                    | Càidiàn Qū                | 410,888   | 1,108.10        | 371           |                     |
| ■ Jiangxia                | 江夏区                    | Jiāngxià Qū               | 644,835   | 2,010.00        | 321           |                     |
| ■ Huangpi                 | 黄陂区                    | Huángpí Qū                | 874,938   | 2,261.00        | 387           |                     |
| ■ Xinzhou                 | 新洲区                    | Xīnzhōu Qū                | 848,760   | 1,500.00        | 566           |                     |
| Vízi területek (水上地区) | Vízi területek (水上地区) | Vízi területek (水上地区) | 4,748     | -               | -             |                     |
| Összesen                  | Összesen                  | Összesen                  | 9,785,392 | 8,494.41        | 1,152         |                     |

## Gazdaság
Vuhan (Wuhan) Hupej tartomány székhelye, kiemelt prefektúraszintű város. A város össz GDP-je 450 milliárd jüan, az egy főre jutó átlagos jövedelem pedig évi 68 000 jüan. A városban 50 francia vállalat működik, ami az egész országban működő francia cégek egyharmada.
Vuhan (Wuhan) fontos gazdasági, piaci, pénzügyi, közlekedési, technológiai és oktatási központ. A legfőbb iparágak a városban az elektronika, optika, autó-, vas- illetve gyógyszergyártás. A város gazdaságának nagy részét a belföldi kereskedelem teszi ki. A város közel fekszik Sanghaj (Shanghai)hoz, Pekinghez valamint Kantonhoz, ezért az ingatlanárak itt a legmagasabbak más kínai metropoliszokhoz viszonyítva.

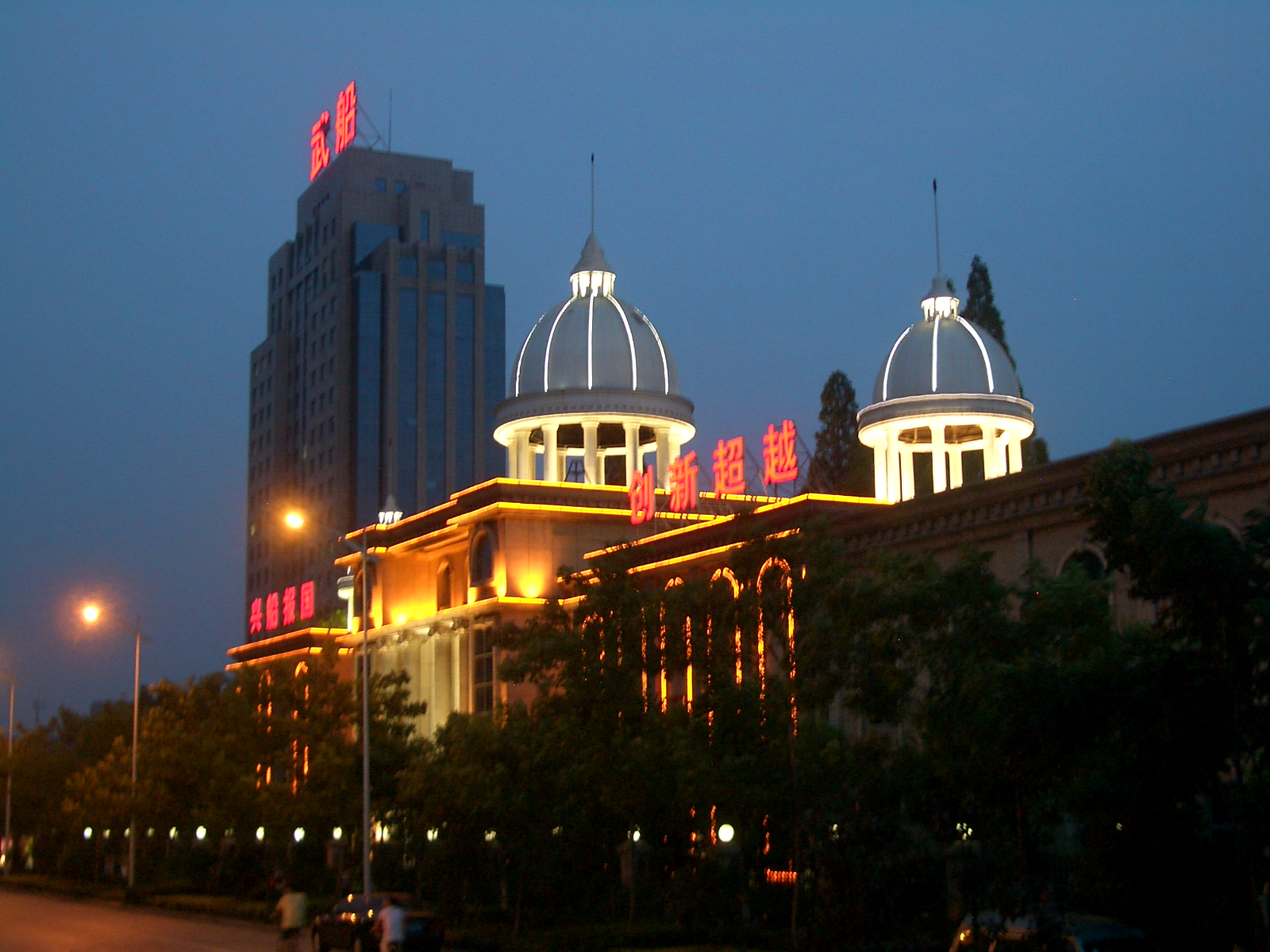
A Wu Chuan hajóépítő vállalat központja

A városban 35 magasan rangsorolt oktatási intézet található. Ennek is köszönhető, hogy Vuhan (Wuhan) a harmadik legerősebb város Kínában a tudomány és technológia területén.

### Ipari zónák

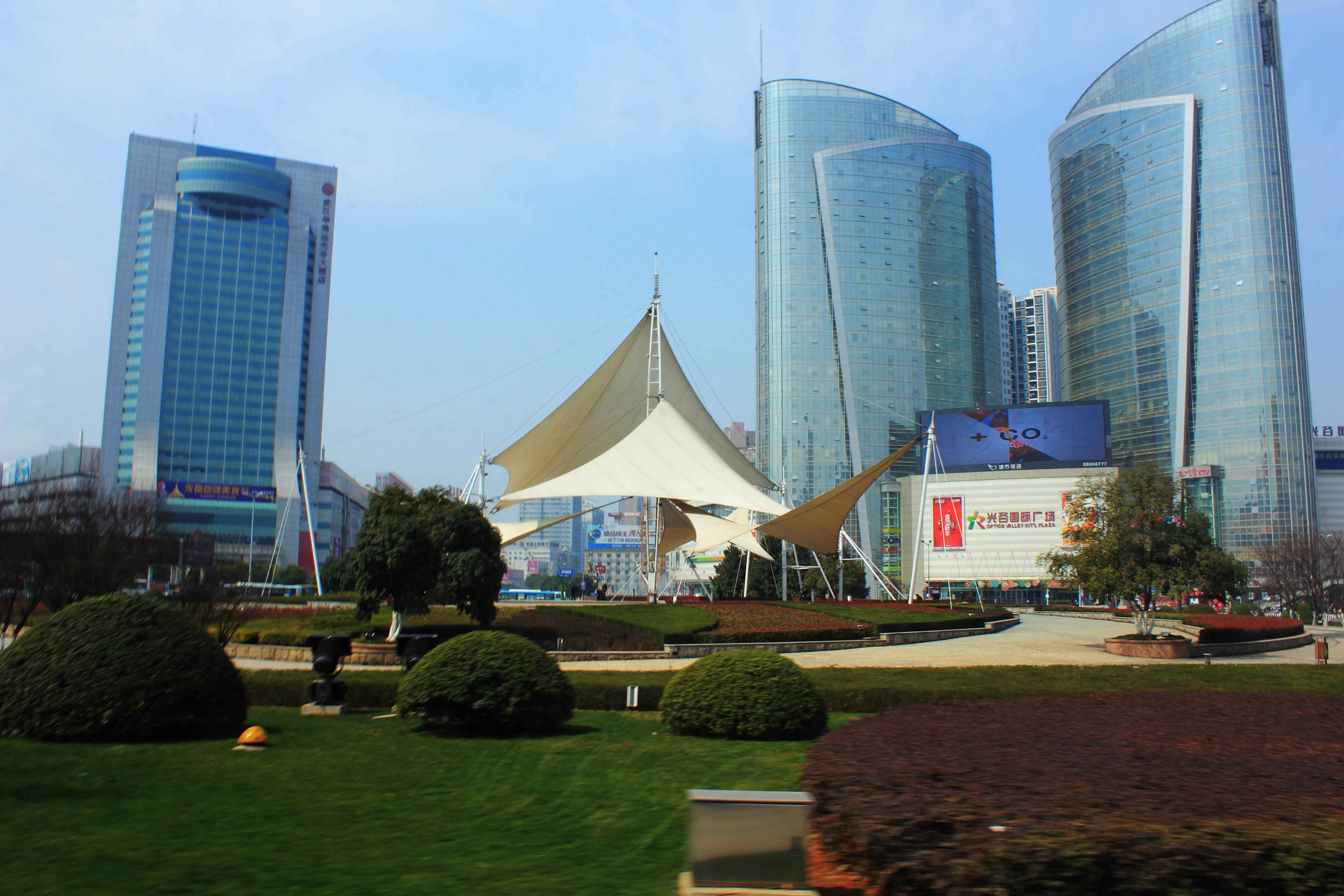
Wuhan-Donghu Ipari Park

- A Vuhani Donghu Új Technológiafejlesztési zóna egy nemzeti szintű csúcstechnológiai fejlesztési övezet. Az optikai elektronika, a telekommunikáció és berendezés gyártása a Wuhan East Lake High-Tech Fejlesztési Zóna (ELHTZ) központi iparága, miközben ösztönzik a szoftverek kiszervezését és az elektronika fejlesztését is. Az ELHTZ Kína legnagyobb optikai-elektronikai termékek gyártóközpontja, olyan kulcsfontosságú szereplőkkel, mint a Changfei Optikai szál Kábel (Kína legnagyobb száloptikai kábelgyártója), a Fenghuo Telecommunications és a Wuhan Post and Telecommunications Research Institute (az optikai telekommunikáció legnagyobb kutatóintézete Kínában). A Donghu új technológiai fejlesztési zóna a kínai lézeripar fejlesztési központját is képviseli, amelynek kulcsszereplői, mint például a HUST Technologies és a Chutian Laser, ebben a zónában vannak.[7]
- A Vuhani Gazdaság- és Technológifejlesztési zóna 1993 óta nemzeti szinten épül be az ipari övezetbe.[8] A zóna jelenleg 10–25 km² területen fekszik, amit 25–50 km²-esre kívánnak növelni. Vannak itt autógyártó/összeszerelő, biotechnológiai/gyógyszergyártási, vegyi-, élelmiszer-, nehézipari és távközlési berendezéseket gyártó üzemek is.
- A Vuhani Exportzónát 2000-ben a gazdasági és technológiafejlesztési zóna 2,7 km²-esre tervezett részéből első lépésként 0,7 km²-es területén hozták létre.[9]
- A Vuhani Optikai Völgy (Guanggu) Szoftver Park a Donhuban helyezkedik el. Az East Lake High-Tech Development Zone and Dalian Software Park Co., Ltd. üzemelteti.[10] Tervezett 67 hektáros területe a jelenleg 60 hektáros részt is magában foglalja. 8,5 km-re fekszik a 316-os autópályától és 46,7 km-re a Wuhan Tianhe repülőtértől.

## Infrastruktúra

### Közlekedés

#### Közúti közlekedés

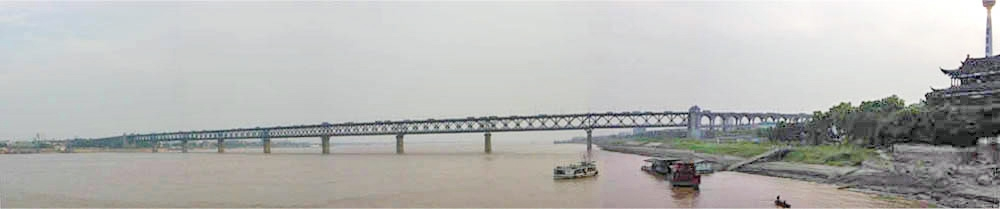
Az Első híd a Jangce felett

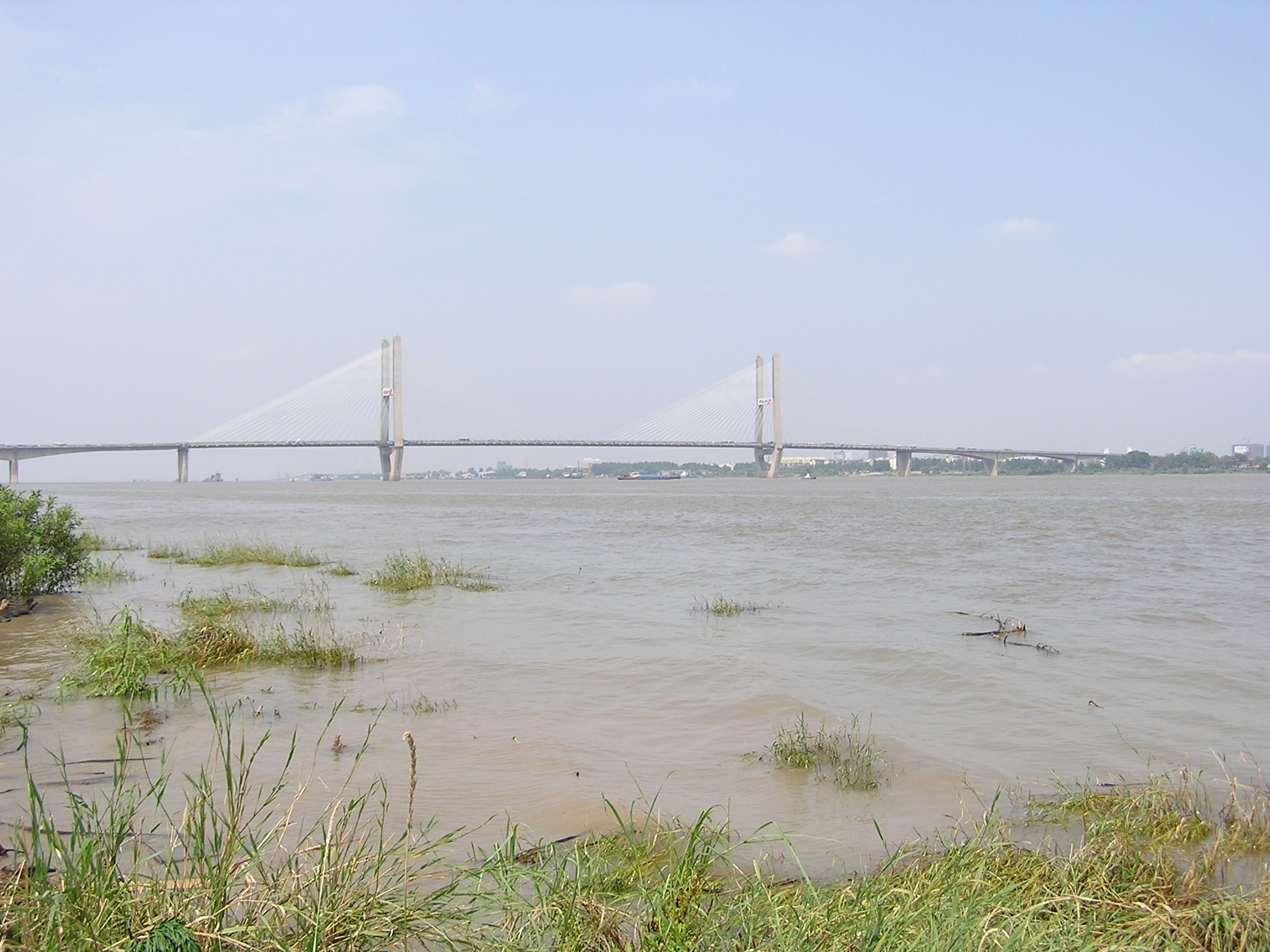
Második híd

A városnak hét hídja és egy alagútja van; ezek mind a Jangce felett illetve alatt vezetnek át. Három közülük a megnyitás sorrendjében kapta a nevét: Első, Második és Harmadik híd. Az Első hidat 1957-ben adták át; akkoriban még csak a vasút használta, ma már azonban közút is vezet át rajta.
Kelet-nyugat irányban szeli át a várost a 318-as számú nemzeti autópálya, ami Sanghaj (Shanghai)t és a tibeti Zhangmut köti össze. Vuhan (Wuhan) központja a 979-es kilométerkőnél van (Sanghaj (Shanghai)tól számolva).

#### Vasúti közlekedés
2009 végéig két nagyobb állomás üzemelt a városban: a Hankou pályaudvar (Hankou pályaudvar) és a Vucsang pályaudvar (Wuchang pályaudvar) (az azonos nevű városrészekben). Ennek okán a Vuhan (Wuhan)ba közlekedő vonatokon célállomásként nem a város neve szerepelt, hanem a célpályaudvar. Az eredeti felállás szerint Hankou (Hankou) volt a célállomása a Csinghan vonal (Jinghan vonal)nak (Peking–Hankou (Hankou)), Vucsang (Wuchang) pedig a Jüehan vonal (Yuehan vonal) vonalnak (Kanton–Vucsang (Wuchang)). Az Első híd megnyitásakor két további vonal is becsatlakozott a Csinghan vonal (Jinghan vonal)ba, így onnantól kezdve mindkét állomásról indultak vonatok minden irányba.
2009. április 1-jén átadták a Hofej–Vuhan nagysebességű vasútvonal (Hefei–Wuhan nagysebességű vasútvonal)at, így expresszvonatokkal elérhetővé vált többek között Hofej (Hefei), Nanking és Sanghaj (Shanghai). Egyes járatok a Vuhan (Wuhan)–Sanghaj (Shanghai) távot képesek voltak akár 6 óra alatt is megtenni. 2010-re ezen vonatok nagy része a Hankou pályaudvar (Hankou pályaudvar)ról indult.

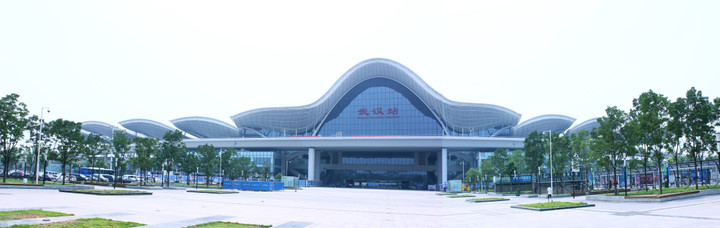
A központi pályaudvar főbejárata

Idővel igény mutatkozott egy központi pályaudvar megépítésére is, ezért az 2006 és 2009 között meg is épült a város északkeleti részén, 11 vágánnyal. Az állomás átadásával egyidejűleg adták át a Vuhan–Kanton nagysebességű vasútvonal (Wuhan–Kanton nagysebességű vasútvonal)at. Ennek köszönhetően a menetidő a korábbi 10,5 óráról 3 órára csökkent ezen a viszonylaton.
2011-től a központi pályaudvar jóformán csak a Vuhan–Kanton nagysebességű vasútvonal (Wuhan–Kanton nagysebességű vasútvonal)at látja el, míg a többi vonat a másik két főpályaudvarra érkezik.

#### Légi közlekedés
A város repülőtere a Vuhan-Tienho nemzetközi repülőtér (hagyományos kínai: 武漢天河國際機場; egyszerűsített kínai: 武汉天河国际机场; pinjin: Wǔhàn Tiānhé Guójì Jīchǎng) (IATA: WUH, ICAO: ZHHH). 1995 áprilisában nyílt meg a várostól 26 kilométerre északra. Azóta Közép-Kína egyik legforgalmasabb és az ország negyedik legnagyobb nemzetközi csatlakozású reptere lett. A második terminált 2008 júliusában adták át.

#### Közösségi közlekedés

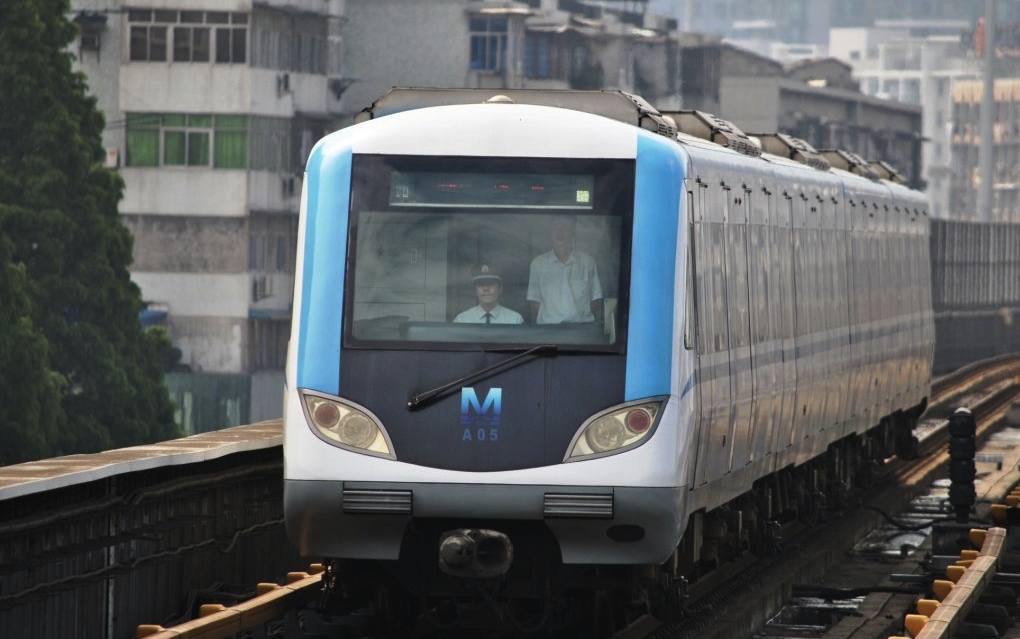
Vuhani metró

A tömegközlekedésben hatalmas szerepet tölt be a metró, amelynek első vonalát 2004-ben adtak át; ekkor Vuhan (Wuhan) lett Kína ötödik olyan városa, ahol van metró. Jelenleg még csak egyetlen vonal üzemel 28,87 km hosszan 27 állomást magába foglalva. A kihasználtságot (évi 73 millió utas) jelzi, hogy a vonatok 90 másodpercenként követik egymást. A vonatok is képesek járművezetői beavatkozás nélkül közlekedni, a később megépülő vonalakon már vezető nélkül fognak menni.
Számtalan buszvonal is működik a városban. Egy utazás díja 2 jüan. A buszhálózat kaotikus és átláthatatlan, turistáknak helyi vezető vagy térkép és kínainyelv-tudás nélkül nem ajánlják az utazást.
2020. január 23-án a koronavírus terjedése miatt lezárták a közösségi közlekedést.

## Kultúra

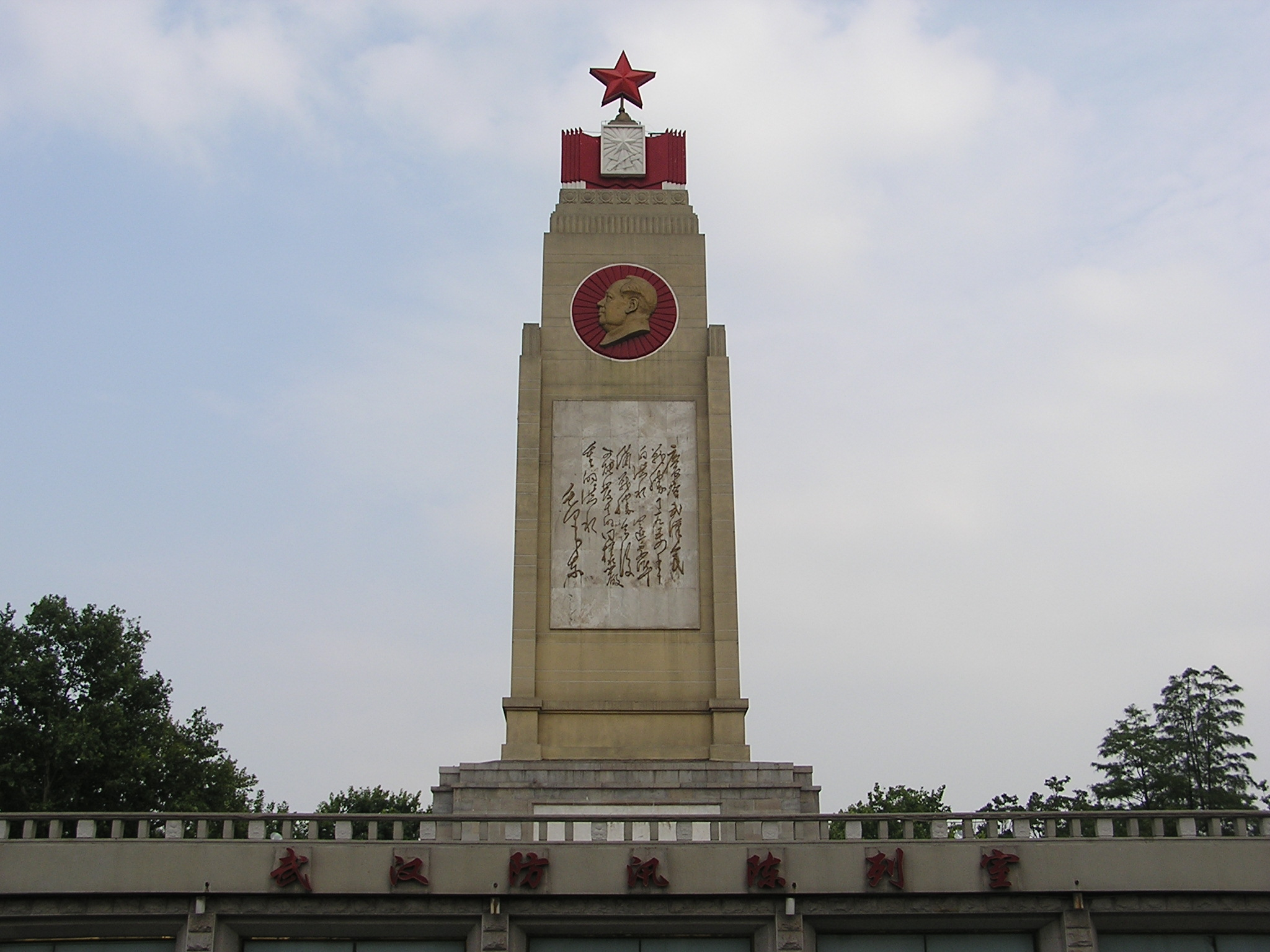
Mao Ce-tung (Mao Zedong) Úszás című költeménye kőbe vésve a Jangce 1954-es áradásának emlékére állított emlékművön

Vuhan a szülőhelye a Chu-kultúrának. A város környékére jellemző Han opera Kína legősibb és legkedveltebb operája volt. Később a Hui operával ötvözték, így született meg a modern Kína leghíresebb operája, a Pekingi opera. Ezért is nevezik a Han operát a pekingi anyjának.
A városban a délnyugati mandarin nyelvjárást (röviden: Xin) beszélik. Ez csupán hangsúlybeli különbségeket hordoz a standard mandarin nyelvhez, a putonghuához képest.

### Oktatási rendszer

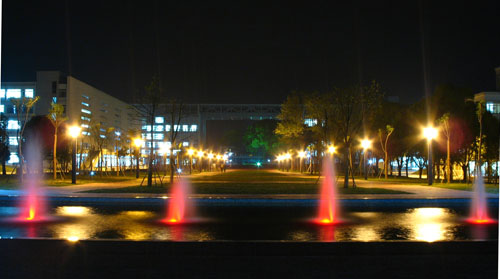
Huazhong Mezőgazdasági Főiskola

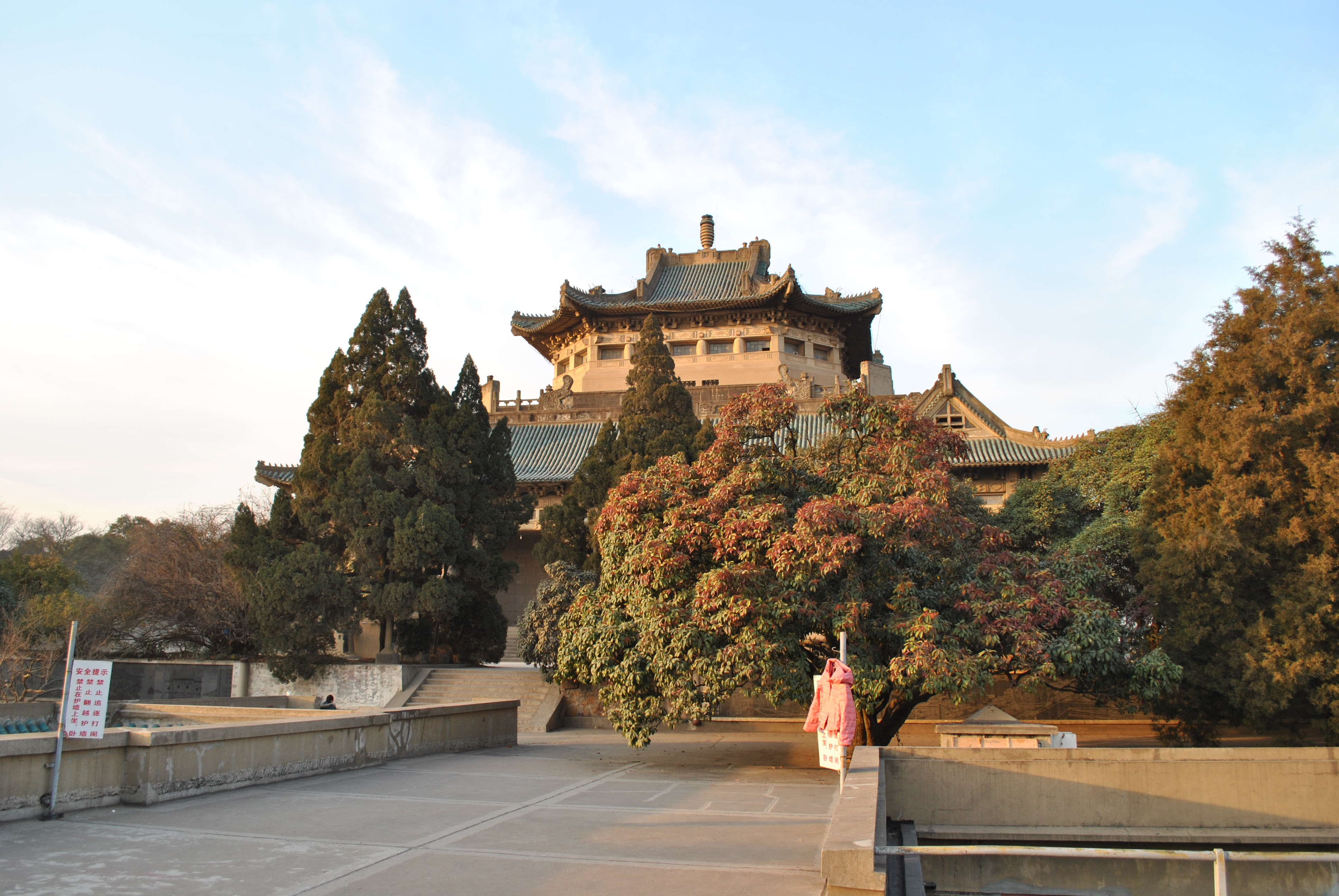
A Wuhani Egyetem régi könyvtára

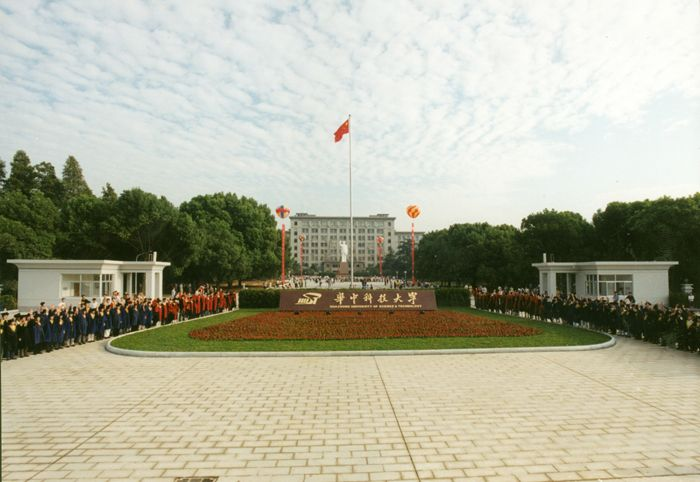
A HUST kapuja

Vuhanban 9 nemzeti és további 14 nyilvános egyetem illetve főiskola található.
Nemzeti:
- Vuhani Egyetem (武汉大学)
- Vuhani Technológiai Főiskola (WUT) (武汉理工大学)
- Huazsong Tudományos és Technikai Főiskola (HUST) (华中科技大学)
- Huazsong Agrikulturális Főiskola (华中农业大学)
- Kínai Földtudományi Főiskola (中国地质大学)
- Közép-Kínai Egyetem (华中师范大学)
- Zsongnan Jogi és Gazdasági Főiskola (中南财经政法大学)
- Dél-Közép Nemzetiségi Főiskola (中南民族大学)

Nyilvános:
- Hubei Főiskola (湖北大学)
- Hubei Technológiai Főiskola (湖北工业大学)
- Hubei Hagyományos Kínai Orvoslási Egyetem (湖北中医学院)
- Hubei Képzőművészeti Akadémia (湖北美术学院)
- Hubei Rendvédelmi Egyetem (湖北警官学院)
- Hubei Gazdasági Főiskola (湖北经济学院)
- Hubei Oktatási Főiskola (湖北第二师范学院)
- Jianghan Főiskola (江汉大学)
- Vuhani Technológiai Akadémia (武汉工程大学)
- Vuhani Tudományos és Mérnöki Főiskola (武汉科技学院)
- Vuhani Polytechnikai Főiskola (武汉工业学院)
- Vuhani Fizikai Akadémia (武汉体育学院)
- Vuhani Zenei Konzervatórium (武汉音乐学院)
- Vuhani Biomérnöki Akadémia (武汉生物工程学院)

### Gasztronómia

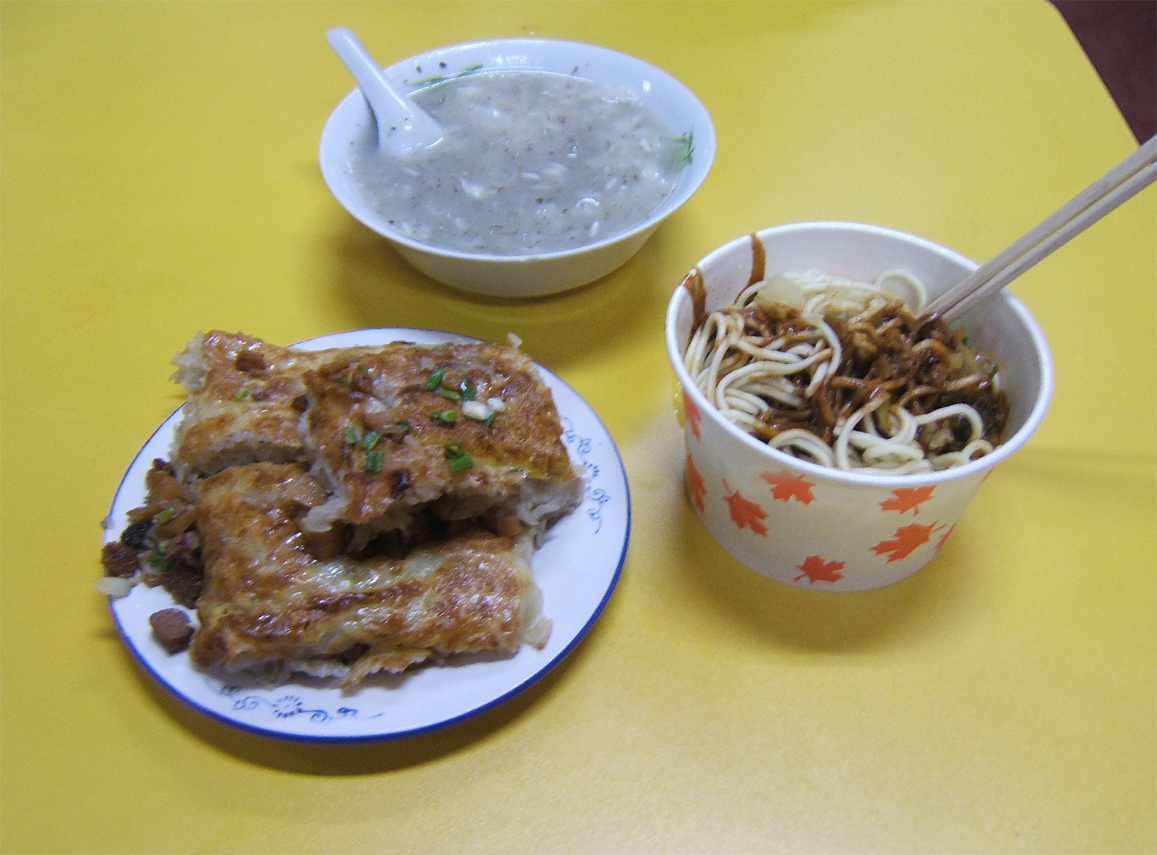
Doupi (balra) és Re-gan mian (jobbra)

- Re-gan mian (热干面): forró és száraz, mogyorószószos tészta, amely az egyik legelterjedtebb reggeli
- Ya Bozi (鸭脖子): csípős kacsanyak
- Doupi (豆皮）: igazi helyi különlegesség tojásból, rizsből, sörből, gombából és babból, egy kis szójával ízesítve
- Tangbao（汤包): levesféle lisztből és száraz húsból
- Mianwo (面窝): a szokásostól jóval vékonyabb méretű sós fánk, igazi vuhani kuriózum

## Turizmus

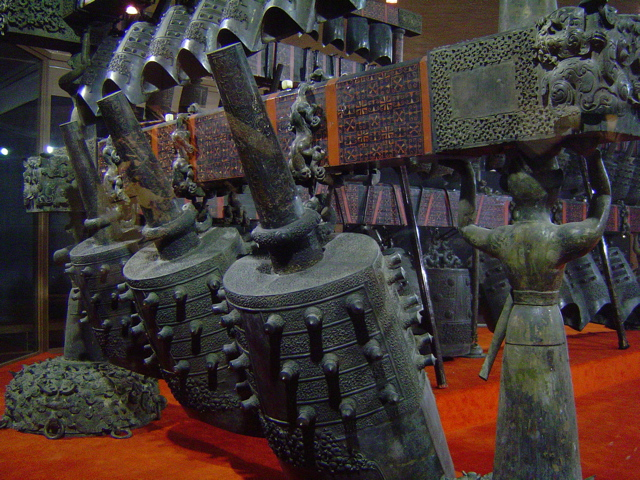
Bronzból készült harangok a Tartományi Múzeumban

- Vucsang (Wuchang) városrészben található a 80 km² területű Keleti-tó, ahol tavasszal az ott élők szebbnél-szebb kerteket alakítanak ki.
- A Hupej Tartományi Múzeum (Hubei Tartományi Múzeum) a maga 200 000 darabos gyűjteményével az egyik leggazdagabb Kínában. Elsősorban a Krisztus előtti időkről megmaradt ereklyéket őrzik itt, azok közül is a leghíresebbet, egy közel 2400 éves harangszettet, amivel akkortájt adhattak koncerteket.
- Szikla- és Bonszai Múzeummal is büszkélkedhet a város. Megtalálhatóak itt számtalan kövek, ásványok, különböző méretű és fajtájú bonszai fák, valamint egy Platybelodon (az elefánt egyik őse lehetett) eredeti csontváza is
- Jiqing utca (吉庆街) számos étteremmel és üzlettel van szegélyezve, esténként utcai előadásoktól hangos
- A Sárga Daru tornya volt évszázadokig „az első torony a menny alatt”. Kr. e. 220-ban építették. Azóta számtalanszor elpusztult, de mindannyiszor újjáépítették. A legutolsó rekonstrukció 1981-ben fejeződött be. Ekkor modern építőanyagokat és egy liftet is kapott az épület.
- Hajótúrák indulnak a Jangce folyón felfelé egészen Csungking (Chongqing)ig, érintve közben a Három-szurdok-gátat

## Személyek

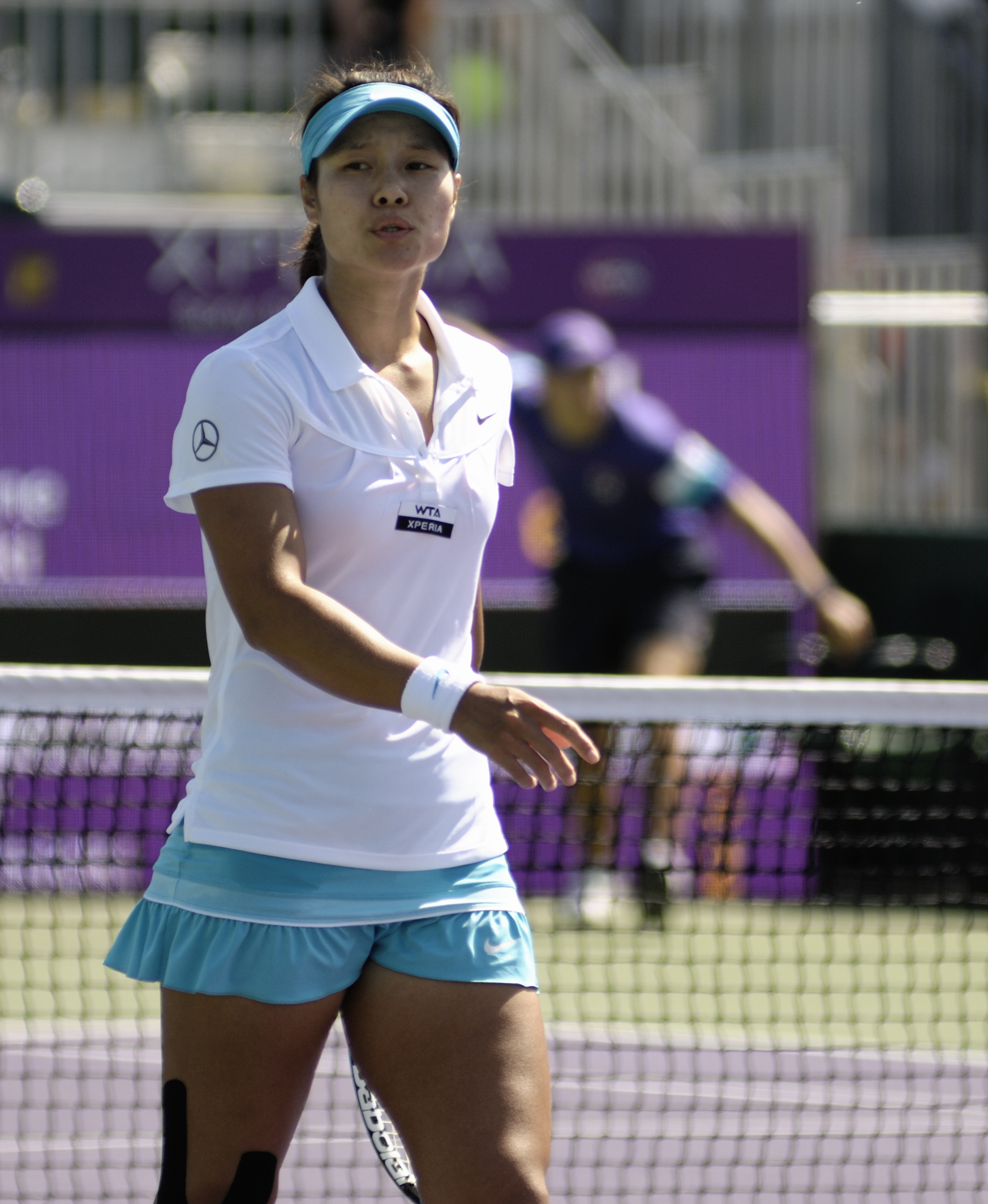
Li Na

- Zhong Ziqi (钟子期) – ősi kínai zenész. A műveiből kiadott egyik albumot vitte magával a Voyager–1 automata űrhajó
- Peng Xiuwen – énekes és karmester
- Paula Tsui – énekes
- Xu Fan – színész
- Liu Yifei – színész és énekes
- Li Yuanhong – Kína volt elnöke
- Xiong Bingkun (熊秉坤) – hadász. Ő hívta életre az 1911-es vuhani felkelést
- Chang-Lin Tien – a Kaliforniai Egyetem hetedik kancellárja
- Li Ting – teniszező, a 2004-es olimpián Athénban párosban aranyérmet szerzett
- Fu Mingxia – négyszeres olimpiai bajnok műugró
- Qiao Hong – kétszeres olimpiai bajnok asztaliteniszező
- Wu Yi – volt egészségügyi és miniszterelnök-helyettes[13]
- Xiao Hailiang – olimpiai bajnok szinkronugró
- Li Na – teniszező, a French Open 2011-es bajnoka
- Chi Li – író
- Tian Yuan – énekes és színész

## Nemzetközi kapcsolatok
A városban három ország főkonzulátusa is működik: Franciaország, Dél-Korea, Egyesült Államok

### Testvérvárosok
- Ausztrália, Adelaide
- Ausztria, Sankt Pölten
- Dél-Korea, Cshongdzsu
- Egyesült Királyság, Manchester
- Franciaország, Bordeaux
- Hollandia, Arnhem
- Irán, Tebriz
- Izland, Kópavogur
- Izrael, Asdód
- Japán, Óita
- Kanada, Marcham
- Magyarország, Győr
- Németország, Duisburg
- Norvégia, Porsgrunn
- Pakisztán, Fajszalábád
- Románia, Galați
- Svédország, Borlänge
- Szudán, Kartúm
- Ukrajna, Kijev
- USA, Pittsburgh és St. Louis
- Új-Zéland, Christchurch

## Galéria

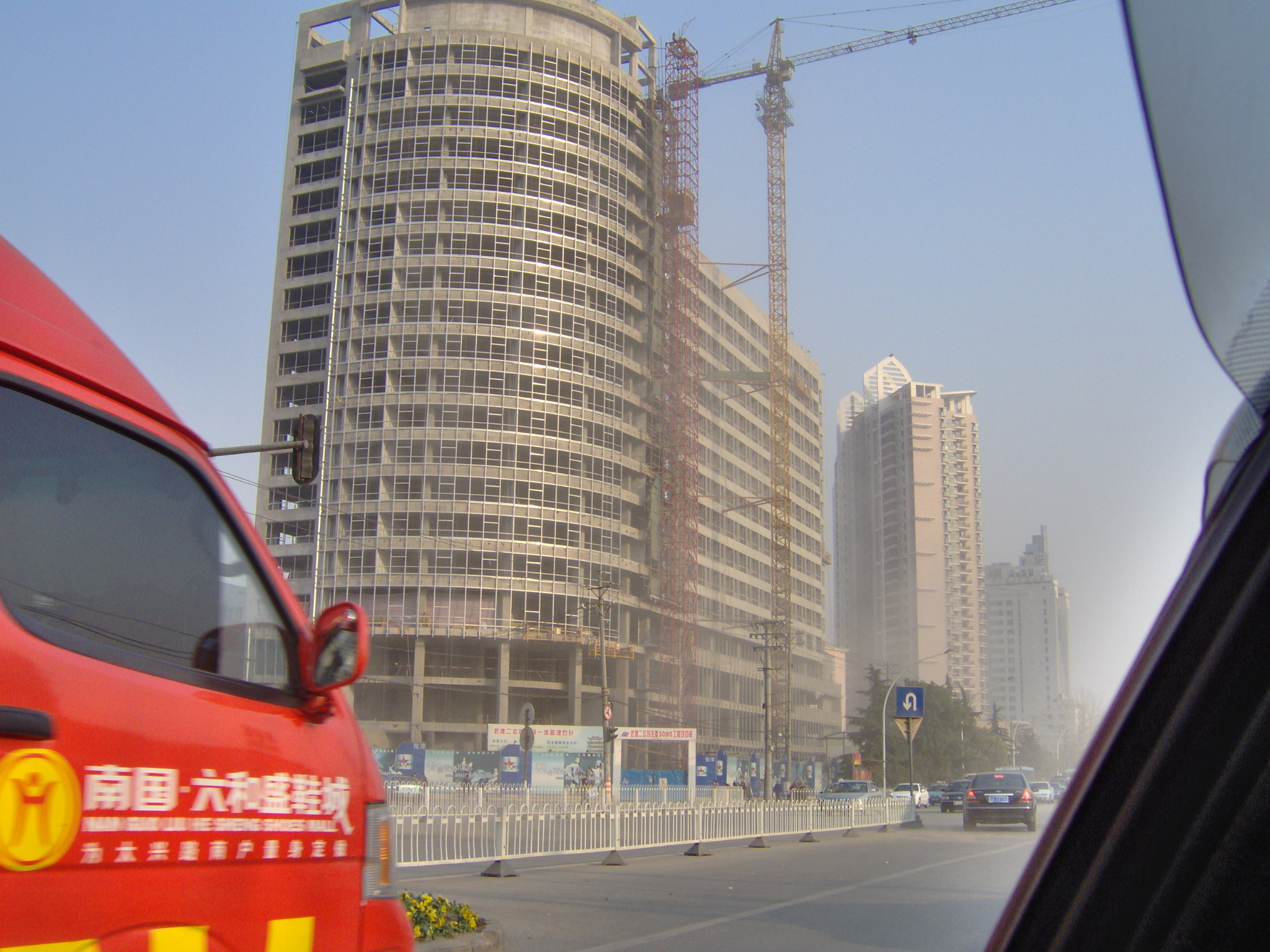
Utcakép Vuhanban az építési bumm idején
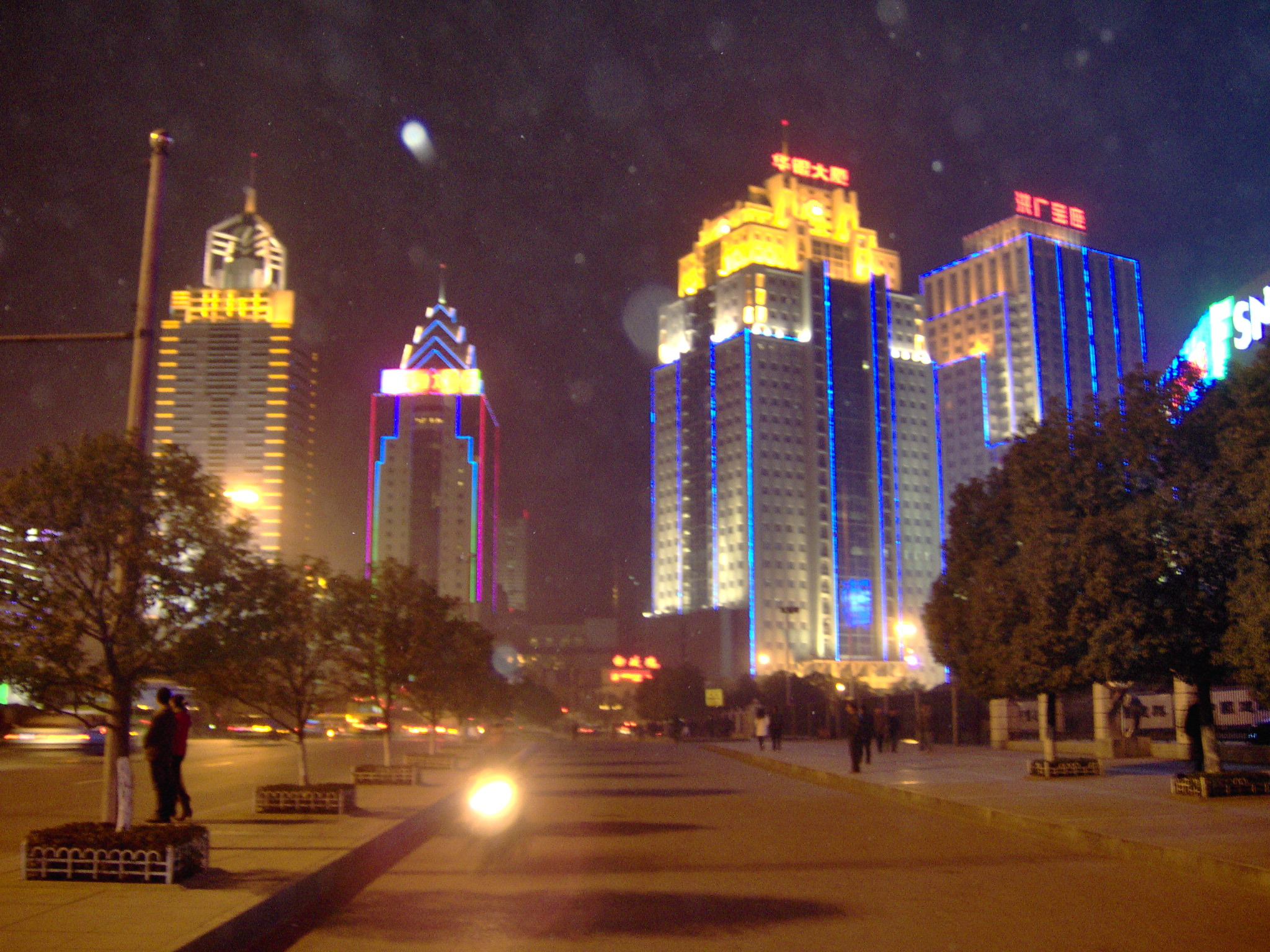
Éjszakai fények Wuchang főterén
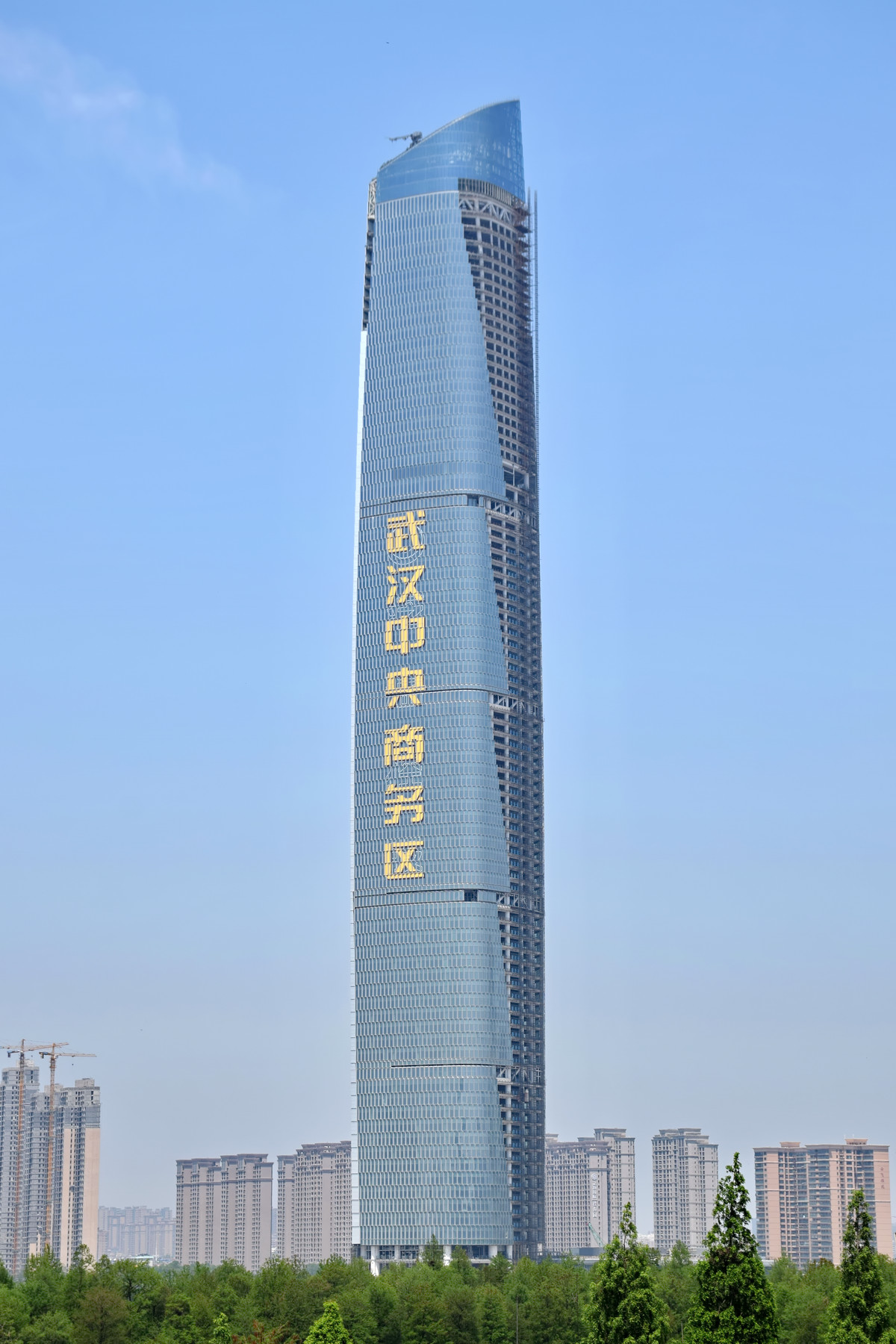
A 438 méteres, 88 emeletes [14] Wuhan Center (武汉中心)
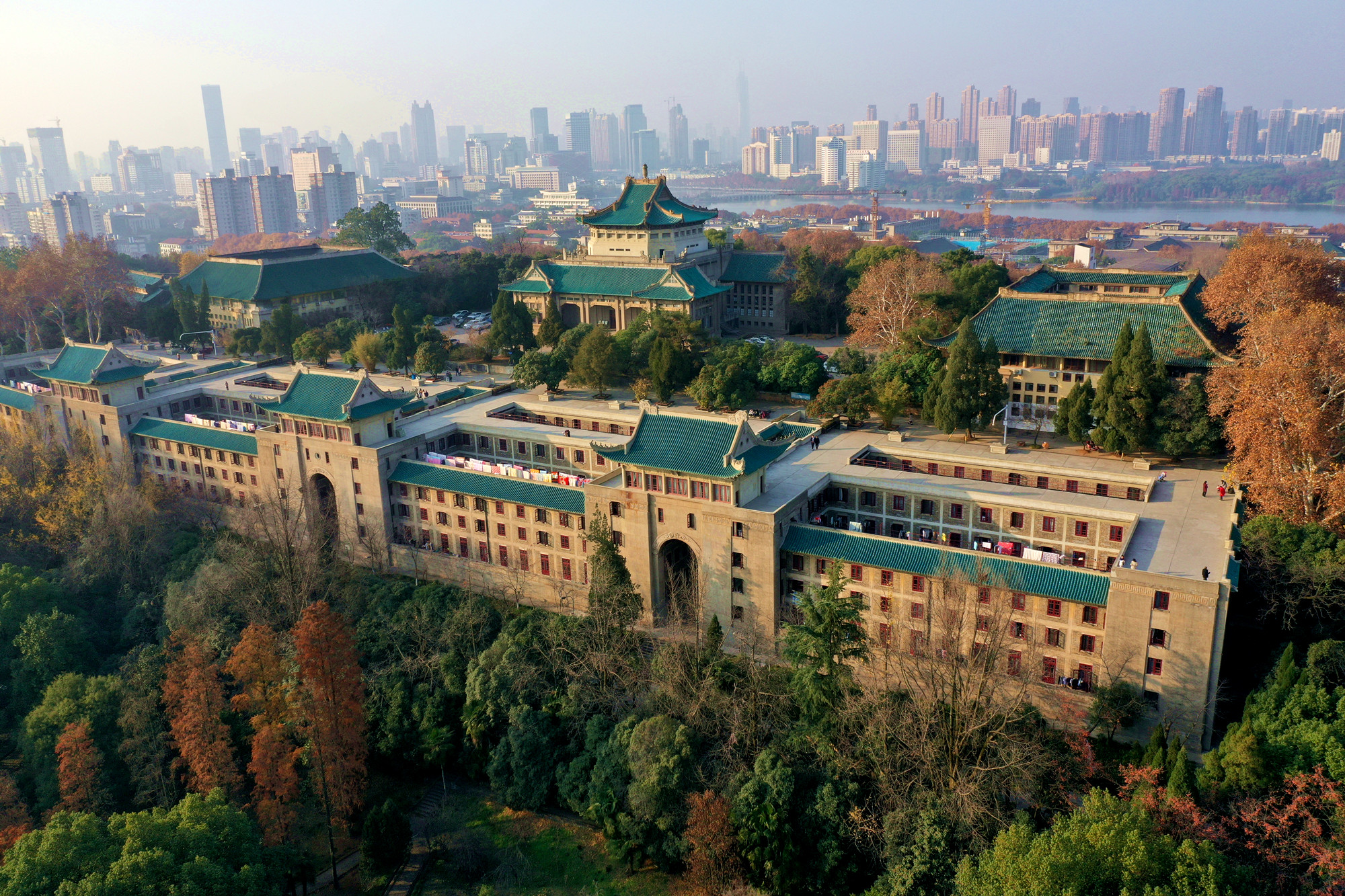
Városkép
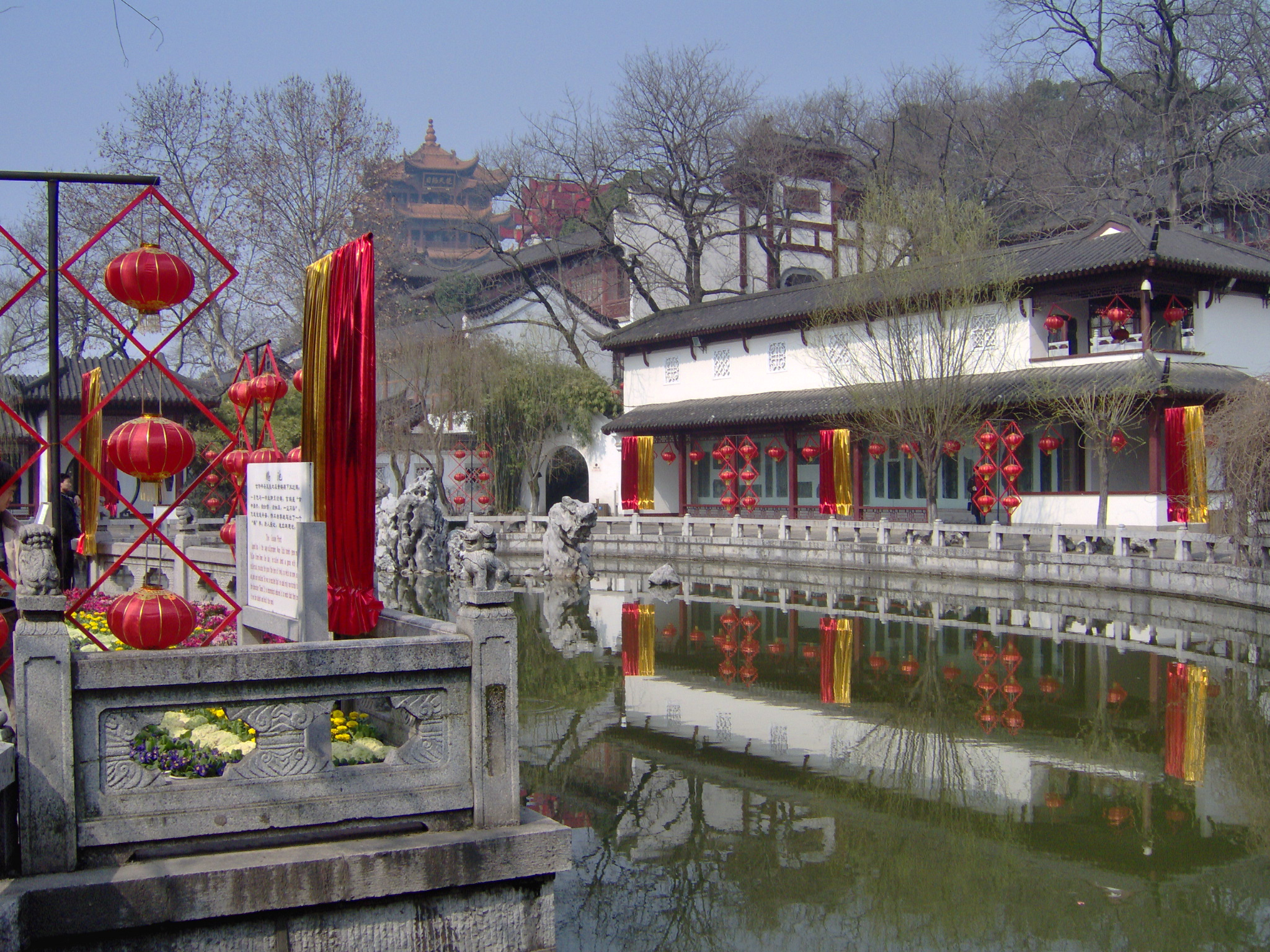
Teknős-domb, háttérben a Sárga Daru tornya
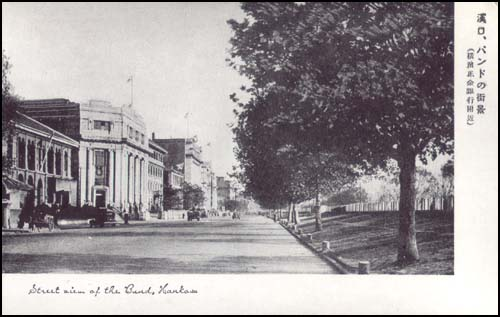
Hankou egyik utcaképe (1940)
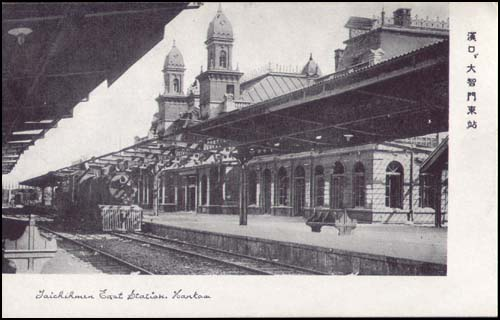
Hankou-Dazhimen vasútállomás (汉口大智门东站) (1940) (Az állomás 1991-ben megszűnt
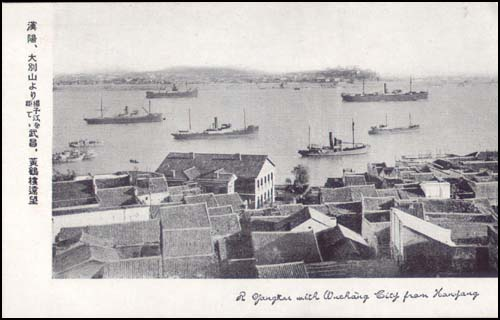
Kilátás a Sárga Daru tornyából (1940)
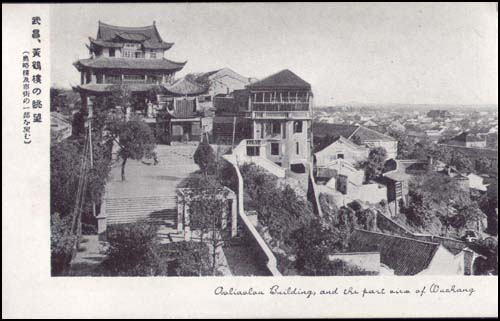
Kilátás a Sárga Daru tornyából (1940)
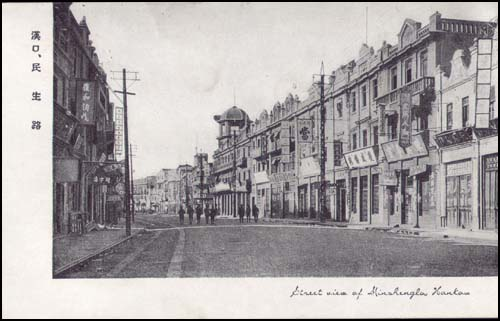
Minsheng út (民生) Hankouban (1940)
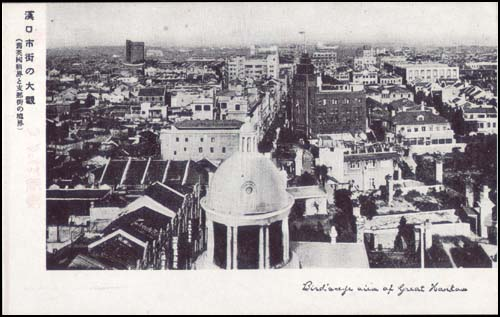
Kilátás a hankoui utcákra (1940)

## Fordítás
- Ez a szócikk részben vagy egészben  a   Wuhan című angol Wikipédia-szócikk ezen változatának fordításán alapul.  Az eredeti cikk szerkesztőit annak laptörténete sorolja fel. Ez a jelzés csupán a megfogalmazás eredetét és a szerzői jogokat jelzi, nem szolgál a cikkben szereplő információk forrásmegjelöléseként.
- Ez a szócikk részben vagy egészben  a(z)   武汉市 című kínai Wikipédia-szócikk fordításán alapul.  Az eredeti cikk szerkesztőit annak laptörténete sorolja fel. Ez a jelzés csupán a megfogalmazás eredetét és a szerzői jogokat jelzi, nem szolgál a cikkben szereplő információk forrásmegjelöléseként.